# Grand Prix Bruno Beghelli féminin
Le Grand Prix Bruno Beghelli féminin (Gran Premio Bruno Beghelli  en italien) est une course cycliste féminine italienne. Elle existe entre 2016 et 2019 et fait partie de la catégorie 1.1 du calendrier de l'Union cycliste internationale.

## Palmarès
| Année | Vainqueur         | Deuxième          | Troisième           |                  |
| ----- | ----------------- | ----------------- | ------------------- | ---------------- |
| 2016  | Chloe Hosking     | Marianne Vos      | Barbara Guarischi   |                  |
| 2017  | Marta Bastianelli | Elisa Balsamo     | Letizia Paternoster |                  |
| 2018  | Elisa Balsamo     | Marta Bastianelli | Lorena Wiebes       |                  |
| 2019  | Marta Bastianelli | Lorena Wiebes     | Chiara Consonni     |                  |
| 2020  | annulé/abandonné  | annulé/abandonné  | annulé/abandonné    | annulé/abandonné |
| 2021  | annulé/abandonné  | annulé/abandonné  | annulé/abandonné    | annulé/abandonné |